# Anolis hispaniolae
Anolis hispaniolae — вид ігуаноподібних ящірок родини анолісових (Dactyloidae). Ендемік острова Гаїті.Описаний у 2019 році.

## Поширення і екологія
Anolis hispaniolae широко поширені на острові Гаїті на північ від гір Сьєрра-де-Баоруко. Вони живуть в тропічних лісах і садах.